# Margaretha van Anjou (1273-1299)
Margaretha van Anjou-Sicilië (1273 - 31 december 1299) was gravin van Anjou en Maine uit het oudere huis Anjou. Ze was een dochter van Karel II van Anjou (1254-1309), koning van Napels, en Maria van Hongarije (1257-1323).
Haar vader verloofde haar in een overeenkomst, welke hij op 28 december 1289 in Corbeil met de Franse kroon sloot, met graaf Karel van Valois, broer van koning Filips IV de Schone. De voornaamste reden voor dit huwelijk lag in de Siciliaanse Vespers (1283), tijdens dewelke Margaretha's vader het eiland Sicilië aan Aragon verloor, en de daaropvolgende Aragonese Kruistocht (1285), waarbij de graaf van Valois door paus Martinus IV met de Kroon van Aragon werd beleend. De Kruistocht mislukte echter en Margaretha's vader geraakte in de strijd tegen de koning van Aragon in diens gevangenschap. Een voorwaarde voor zijn vrijlating was het opgeven van de aanspraak op de troon door Karel van Valois. Deze verklaarde zich hiertoe bereid en bekwam de hand van Margaretha als compensatie voor de hem ontnomen kroon, want zijn bruid bracht de graafschappen Anjou en Maine met zich mee als bruidsschat.
Het huwelijk vond op 16 augustus 1290 plaats, nadat de nodige pauselijke dispensaties waren toegekend, want Margaretha en haar echtgenoot waren verwant in de tweede graad met koning Lodewijk VIII van Frankrijk als gemeenschappelijke voorouder.
Uit dit huwelijk kwamen de volgende kinderen voort:
- Isabella (1291 - 1309)
  - ∞ 1297 met hertog Jan III van Bretagne (1286 - 1341)
- Filips (1293 - 1350), graaf van Valois, 1328 als Filips VI koning van Frankrijk, stichter van het Huis Valois
- Johanna van Valois (1294-1342)
  - ∞ 1305 met Willem III (1286 - 1337), graaf van Holland en Henegouwen
- Margaretha (1295 - 1342)
  - ∞ 1310 met Gwijde I van Châtillon († 1342), graaf van Blois (huis Châtillon)
- Karel II (1297 - 1346), graaf van Alençon
- Catherina (1299 - 1300)

Margaretha werd - evenals haar echtgenoot - in Saint-Jacques in Parijs begraven.

## Voorouders
| Voorouders van Margaretha van Anjou | Voorouders van Margaretha van Anjou                                            | Voorouders van Margaretha van Anjou                                            | Voorouders van Margaretha van Anjou                                             | Voorouders van Margaretha van Anjou                                             | Voorouders van Margaretha van Anjou                                            | Voorouders van Margaretha van Anjou                                            | Voorouders van Margaretha van Anjou                                            | Voorouders van Margaretha van Anjou                                            |
| ----------------------------------- | ------------------------------------------------------------------------------ | ------------------------------------------------------------------------------ | ------------------------------------------------------------------------------- | ------------------------------------------------------------------------------- | ------------------------------------------------------------------------------ | ------------------------------------------------------------------------------ | ------------------------------------------------------------------------------ | ------------------------------------------------------------------------------ |
| Overgrootouders                     | Lodewijk VIII van Frankrijk (1187-1226) ∞ 1200 Blanca van Castilië (1188-1252) | Lodewijk VIII van Frankrijk (1187-1226) ∞ 1200 Blanca van Castilië (1188-1252) | Raymond Berengarius V van Provence (1198-1245) ∞ Beatrix van Savoye (1205-1266) | Raymond Berengarius V van Provence (1198-1245) ∞ Beatrix van Savoye (1205-1266) | Béla IV van Hongarije (1206-1270) ∞ Maria Laskarina (1206-1270)                | Béla IV van Hongarije (1206-1270) ∞ Maria Laskarina (1206-1270)                | ? (-} ∞ 1253 ? (-)                                                             | ? (-} ∞ 1253 ? (-)                                                             |
| Grootouders                         | Karel van Anjou (1226-1285) ∞ 1246 Beatrix van Provence (1234-1267)            | Karel van Anjou (1226-1285) ∞ 1246 Beatrix van Provence (1234-1267)            | Karel van Anjou (1226-1285) ∞ 1246 Beatrix van Provence (1234-1267)             | Karel van Anjou (1226-1285) ∞ 1246 Beatrix van Provence (1234-1267)             | Stefanus V van Hongarije (1240-1272) ∞ 1253 Elisabeth van Koemanië (1240-1290) | Stefanus V van Hongarije (1240-1272) ∞ 1253 Elisabeth van Koemanië (1240-1290) | Stefanus V van Hongarije (1240-1272) ∞ 1253 Elisabeth van Koemanië (1240-1290) | Stefanus V van Hongarije (1240-1272) ∞ 1253 Elisabeth van Koemanië (1240-1290) |
| Ouders                              | Karel II van Napels (1254-1309) ∞ 1270 Maria van Hongarije (1257-1323)         | Karel II van Napels (1254-1309) ∞ 1270 Maria van Hongarije (1257-1323)         | Karel II van Napels (1254-1309) ∞ 1270 Maria van Hongarije (1257-1323)          | Karel II van Napels (1254-1309) ∞ 1270 Maria van Hongarije (1257-1323)          | Karel II van Napels (1254-1309) ∞ 1270 Maria van Hongarije (1257-1323)         | Karel II van Napels (1254-1309) ∞ 1270 Maria van Hongarije (1257-1323)         | Karel II van Napels (1254-1309) ∞ 1270 Maria van Hongarije (1257-1323)         | Karel II van Napels (1254-1309) ∞ 1270 Maria van Hongarije (1257-1323)         |